# Autostrasse A24 (Schweiz)
Die Autostrasse A24 im Schweizer Kanton Tessin beginnt bei der Verzweigung Mendrisio und führt nach Stabio. Sie ist Teil der Nationalstrasse 24 und somit Teil der Verbindung von Mendrisio nach Malnate zur italienischen A60 beziehungsweise nach Varese.
Bis 2020 gehörte dieses Teilstück, bis dahin nummernlos, dem Kanton Tessin. Auf 2020 übergab der Kanton dieses Teilstück dem Bund. Beim Bund erhielt das Teilstück die Bezeichnung A24, dieser Teil wird seither als Nationalstrasse 2. Klasse klassifiziert. Die Strasse führt als Nationalstrasse 3. Klasse (Hauptstrasse 394) weiter zur Landesgrenze, auf deren italienischer Seite eine Verbindung nach Varese führt.